# Championnats de Belgique d'athlétisme 1971
Les Championnats de Belgique d'athlétisme 1971 toutes catégories ont eu lieu les 31 juillet et 1er août 1971 à Bruxelles.

## Résultats
| Hommes                  | Prestation    | Catégorie         | Femmes               | Prestation   |
| ----------------------- | ------------- | ----------------- | -------------------- | ------------ |
| Jean-Pierre Borlée      | 10 s 61       | 100 m             | Francine Van Assche  | 12 s 0       |
| Jean-Pierre Borlée      | 21 s 5        | 200 m             | Francine Van Assche  | 24 s 1       |
| Willy Vandenwijngaerden | 47 s 2        | 400 m             | Marina Bruynooghe    | 55 s 7       |
| René Bervoets           | 1 min 49 s 1  | 800 m             | Francine Peyskens    | 2 min 10 s 5 |
| André Dehertoghe        | 3 min 51 s 1  | 1 500 m           | Joske Van Santberghe | 4 min 33 s 3 |
| Emiel Puttemans         | 13 min 47 s 8 | 5 000 m           | -                    | -            |
| Willy Polleunis         | 29 min 36 s 4 | 10 000 m          | -                    | -            |
| -                       | -             | 100 m haies       | Anne Van Rensbergen  | 14 s 3       |
| Freddy Herbrand         | 14 s 3        | 110 m haies       | -                    | -            |
| Wilfried Geeroms        | 52 s 9        | 400 m haies       | -                    | -            |
| Paul Thijs              | 8 min 42 s 8  | 3 000 m steeple   | -                    | -            |
| Bruno Brokken           | 2,00 m        | Saut en hauteur   | Roswitha Emonts-Gast | 1,70 m       |
| Emile Dewil             | 4,70 m        | Saut à la perche  | -                    | -            |
| Freddy Herbrand         | 7,51 m        | Saut en longueur  | Marleen Van Aerden   | 5,85 m       |
| Leopold Van Hamme       | 15,06 m       | Triple saut       | -                    | -            |
| Bertrand De Decker      | 17,10 m       | Lancer du poids   | Helga Deprez         | 12,77 m      |
| Jos Schroeder           | 53,76 m       | Lancer du disque  | Maggy Wauters        | 47,48 m      |
| Lode Wyns               | 69,76 m       | Lancer du javelot | Leen Wuyts           | 46,16 m      |
| Jacques Mortier         | 56,42 m       | Lancer du marteau | -                    | -            |

## Sources
- Ligue Belge Francophone d'Athlétisme